# Elisabeth Schimana

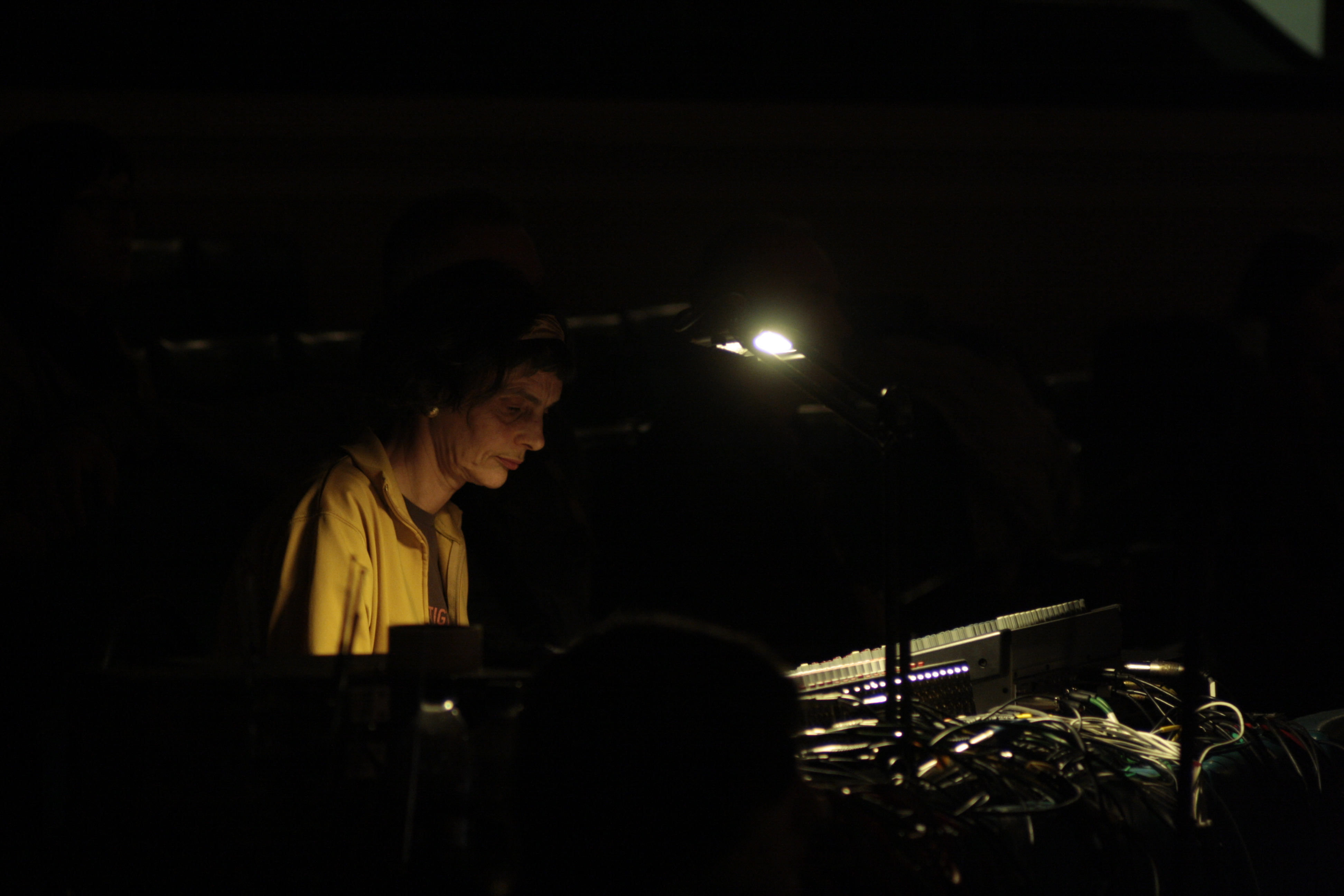
Elisabeth Schimana

Elisabeth Schimana (* 15. März 1958 in Innsbruck) ist eine österreichische Komponistin. Sie beschäftigt sich mit Raum, Körper und Elektronik, kooperiert mit dem ORF-Kunstradio und gilt als Pionierin der elektronischen Musik.

## Leben
Elisabeth Schimana stammt aus einer Musikerfamilie. Nachdem sie in den Jahren von 1983 bis 1985 Privatunterricht in Stimmbildung genommen hatte, belegte sie von 1986 bis 1989 an der Universität für Musik und darstellende Kunst Wien Lehrgänge für harmonikale Grundlagenforschung sowie elektroakustische und experimentelle Musik. Während dieser Zeit absolvierte sie einen zweimonatigen Aufenthalt als Gaststudentin an der Universität York (Großbritannien).
Ab dem Jahr 1989 begann sie an der Universität Wien ein Studium der Musikwissenschaft und Völkerkunde, welches sie im Jahr 2010 mit dem Abschluss „Bachelor of Arts“ beendete. Während dieser Zeit absolvierte sie ein Kompositionsstudium an der University of Keele, dem Royal College of Music London (1990) sowie ein postgraduales Studium am Theremin Center in Moskau (2001/2002).
Im Jahr 2005 gründete Elisabeth Schimana das Institut für Medienarchäologie (IMA) in Hainburg an der Donau. Von 2011 bis 2014 belegt sie ein Masterstudium für Computermusik-Komposition am Institut für Elektronische Musik und Akustik der Universität für Musik und darstellende Kunst Graz. Auslandsaufenthalte führten sie an verschiedene musikalische Instituten in York, Keele, London, Moskau, Amsterdam, Oslo und Vilnius.
Elisabeth Schimana lebt als freischaffende Komponistin in Hainburg. Sie ist Mitglied in den Ensembles The International Theremin Orchestra und Dope Beat Rosengarten.

## Auszeichnungen (Auswahl)
- 1998: Anerkennungspreis für Musik des Landes Niederösterreich[3]
- 2000: Forschungsstipendium des Landes Niederösterreich
- 2011: SKE-Publicity-Preis[4]
- 2012: Staatsstipendium für Komposition des Bundesministeriums für Unterricht, Kunst und Kultur
- 2013: Würdigungspreis für Medienkunst des Landes Niederösterreich[2]
- 2018: Hilde-Zach-Kompositionsstipendium der Stadt Innsbruck[5]
- 2019: Österreichischer Kunstpreis für Musik 2018[6]
- 2022: Preis der Stadt Wien für Musik

## Werke (Auswahl)

### Elektronische Musik
- Bach – Elektroakustische Komposition, Solo für Tonband, op. 4 (1989)[7]
- Tot zu sein... – Elektroakustische Komposition, Solo für Tonband, op. 5 (1989)[7]
- Zum Ofen – Elektroakustische Komposition, Solo für Tonband, op. 25 (1990)[7]
- Peter – Elektroakustische Komposition, Solo für Tonband, op. 7 (1991/1992)[7]
- U-Boote – Elektroakustische Komposition, Solo für Tonband, op. 6 (1991)[7]
- O. T. – Solo für Stimme mit Tonbandzuspielung (1992)[7]
- Die vier Kinder der Erde – Elektroakustische Komposition in Zusammenarbeit mit Andrea Sodomka, op. 41 (1996)[7]
- . txt – Elektroakustische Komposition, op. 43 (1996)[7]
- . wasser – Elektroakustische Komposition, op. 44 (1996)[7]
- . öffnung – Elektroakustische Komposition, op. 45 (1996)[7]
- Musik zum Tanzstück „brainers“ – (Tanz*Hotel Wien) Live-Elektronik mit Tonbandzuspielung (1997)[7]
- Touchless – Live Radiokonzert mit Thereminspielern in Moskau, Madrid und Wien (1997)[7]
- sitting in my chair – Live-Elektronik (2001)[7]
- die große partitur – bud-mosk-new-teh-beij-sao-berl-grz (2001–2006)[7]
- on tesar – Solo für Flöte mit Live-Elektronik (2006–2008)[7]
- composition – Solo für Klavier mit Live-Elektronik (2008)[7]
- Le midi alla turca – Für den Max Brand Synthesizer (2009)[7]
- Sternenstaub – pulsieren_implodieren_explodieren_ und geborgen sind wir im Partikelwind der Sonne, Live-Elektronik (2009)[7]
- Höllenmaschine – Für den Max Brand Synthesizer, vierhändig (2009)[7]
- Auf und Zu – Live-Elektronik mit Solostimme (2012)[7]
- Virus #2 – Komposition für einen live-generierten elektronischen Klangkörper, 2 Schlagwerke und 5 Blechblasinstrumente (2012)[7]
- Membrane – Elektronik (2013–2014)[7]
- Ätherwellen – Elektronik live (2014)[7]
- 1001 Nadelstiche – Elektronik (2017)[7]

### Hörspielmusik
- Stimme der Angst und ihre Verbündeten (1992)[7]
- Melodie der menschlichen Stimme (1992)[7]
- Das Lied vom Meerweibchen (1992)[7]
- Melodie der bösen Hexe (1992)[7]
- Die Böse und die gute Hexe (1992)[7]
- Billy’s Blues (1992)[7]
- Das Kratzbürstenlied (1992)[7]
- Dr Klang der Helden (1992)[7]
- Softporno – Radio-Sitcom, op. 46 (1996)[7]
- Der Tod – Radio-Sitcom, op. 47 (1996)[7]
- Anrufbeantworter – Radio-Sitcom, op. 48  (1996)[7]
- Moskwa – (M)eine (O)hnmacht (S)endet (K)alte (W)ärme (A)us (2005)[7]
- Good News im QuotenJournal – Radiokunst (2011)[7]
- 7 Tage und 7 Nächte Odessa – Radiokunst (2013)[7]

### Klanginstallationen
- Attacken (1992)[7]
- Himmel und Erde op. 10 (1992)[7]
- Obduktion – Intermedia-Installation, op. 42 (1996)[7]
- Drachenzeit (1999)[7]
- vibrate space – 6-Kanal-Klanginstallation im öffentlichen Raum in Zusammenarbeit mit Bernhard Gál und Susanne Kirchmayr (2011)[7]
- Himmelwellen – Klanginstallation für die Metallskulptur Seagull’s Wing von Milena Lah (2015)[7]
- Homage a Max Brand – Klanginstallation mit Solo für Männerstimme (englisch) (2017)[7]